# 科利-德尔特龙托
科利-德尔特龙托（義大利語：Colli del Tronto），是意大利阿斯科利皮切诺省的一个市镇。总面积5.94平方公里，人口3510人，人口密度590.9人/平方公里（2009年）。ISTAT代码为044014。